# Amantle Montshoová
Amantle Montshoová (* 4. července 1983 Mabudutsa, Severozápadní distrikt) je atletka původem z Botswany. Specializuje se především na běh na 400 m. Na této trati je mistryní světa z Tegu 2011.

## Kariéra
Účastnila se LOH 2004 v Aténách, MS 2005 v Helsinkách i MS 2007 v Ósace, ani v jednom případě se nedostala do finále. První medailí bylo pro ní stříbro na mistrovství Afriky v roce 2006, následovalo zlato z Afrických her 2007.
V roce 2008 se účastnila halového MS ve Valencii, vypadla však v semifinále. Na africkém šampionátu si doběhla pro zlato v osobním a národním rekordu 49,83 s. Na olympijských hrách 2008 v Pekingu se dočkala svého prvního světového finále. Časem 51,18 s však skončila poslední.
Následující rok zaběhla v semifinále MS v Berlíně čas 49,89 s. Ve finále ovšem běžela pomaleji a skončila opět poslední.
Na halovém MS v Dauhá skončila čtvrtá, ale po diskvalifikaci Rusky Firovové obdržela dodatečně bronzovou medaili. Na mistrovství Afriky obhájila titul časem 50,03 s. Na Diamantové lize vyhrála mítink v Oslu a celkově skončila druhá za Allyson Felixovou. Na hrách Commonwealthu v Dillí vybojovala historicky vůbec první zlato pro Botswanu, když vyhrála v rekordu her 50,03 s. Navíc botswanské štafetě na 4×400 m pomohla k celkovému 7. místu.
V roce 2011 obhájila vítězství z roku 2007 na Afrických hrách v čase 50,87 s. Na MS 2011 v Tegu těsně porazila Allyson Felixovou a slavila senzační zlatou medaili. Její čas 49,56 s znamenal opět nový osobní a národní rekord.
V roce 2012 znovu obhájila zlato na africkém šampionátu, botswanské štafetě 4×400 m navíc dopomohla ke stříbru. Na olympijských hrách 2012 v Londýně skončila v čase 49,75 s čtvrtá.

### Osobní rekordy
Venku
- 100 m – 11,60 s – 26. duben 2011, Bamako
- 200 m – 22,89 s – 3. květen 2012, Fukuroi
- 400 m – 49,33 s – 19. červenec 2013, Monako

V hale
- 400 m – 52,34 s – 12. březen 2010, Dohá

### Úspěchy

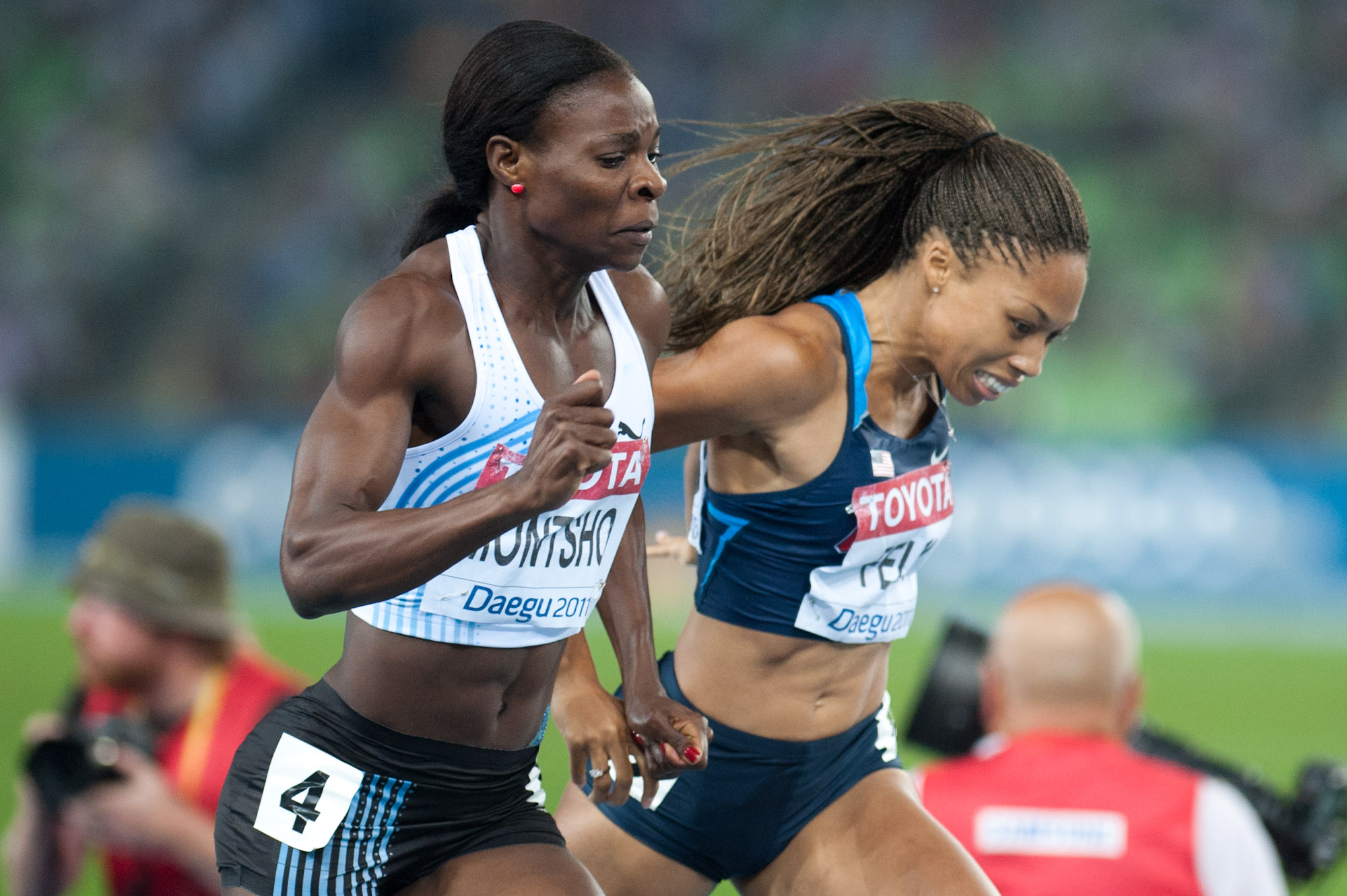
Amantle Montshoová (vlevo) těsně poráží Allyson Felixovou na MS v Tegu 2011

| Rok  | Soutěž                   | Místo konání | Výsledek | Disciplína      | Čas          |
| ---- | ------------------------ | ------------ | -------- | --------------- | ------------ |
| 2004 | Olympijské hry           | Atény        | 36. (r)  | 400 m           | 53,77 (NR)   |
| 2005 | Mistrovství světa        | Helsinki     | 40. (r)  | 400 m           | 53,97        |
| 2006 | Hry Commonwealthu        | Melbourne    | 15. (sf) | 400 m           | 53.07        |
| 2006 | Mistrovství Afriky       | Bambous      | 2.       | 400 m           | 52,68        |
| 2007 | Africké hry              | Alžír        | 5.       | 200 m           | 23,71        |
| 2007 | Africké hry              | Alžír        | 1.       | 400 m           | 51,13 (NR)   |
| 2007 | Mistrovství světa        | Ósaka        | 12. (sf) | 400 m           | 50.90 (NR)   |
| 2008 | Halové mistrovství světa | Valencie     | 8. (sf)  | 400 m           | 53,21        |
| 2008 | Mistrovství Afriky       | Addis Abeba  | 1.       | 400 m           | 49.83 (CR)   |
| 2008 | Olympijské hry           | Peking       | 8.       | 400 m           | 51,18        |
| 2009 | Mistrovství světa        | Berlín       | 8.       | 400 m           | 50,65        |
| 2010 | Halové mistrovství světa | Dohá         | 3.       | 400 m           | 52,53        |
| 2010 | Mistrovství Afriky       | Nairobi      | 1.       | 400 m           | 50,03        |
| 2010 | Kontinentální pohár      | Split        | 1.       | 400 m           | 49,89        |
| 2010 | Hry Commonwealthu        | Dillí        | 1.       | 400 m           | 50,10        |
| 2010 | Hry Commonwealthu        | Dillí        | 6.       | 4×400 m štafeta | 3:38,44      |
| 2011 | Africké hry              | Maputo       | 1.       | 400 m           | 50,87        |
| 2011 | Mistrovství světa        | Tegu         | 1.       | 400 m           | 49,56 (NR)   |
| 2012 | Mistrovství Afriky       | Porto Novo   | 1.       | 400 m           | 49,54 (NR)   |
| 2012 | Mistrovství Afriky       | Porto Novo   | 2.       | 4×400 m štafeta | 3:31,27 (NR) |
| 2012 | Olympijské hry           | Londýn       | 4.       | 400 m           | 49,75        |